# Нафіса аль-Байда
Нафіса аль-Байда (араб. نفيسة البيضاء, 1768—1816 рр. — Floruit) — османська підприємиця й дипломатка. Дружина лідерів єгипетських мамлюків Алі Бея аль-Кабіра та Мурада Бея. Її називають найвідомішою мамлюцькою жінкою Єгипту XVIII століття.Була успішною фінансисткою і філантропкою, а найбільш відома своєю дипломатичною службою як посередниця між Мурад-Беєм і французькими окупаційними силами Наполеона Бонапарта в 1798—1801 роках.

## Життєпис

### Походження
Її походження невідоме, але її називають «білою рабинею», що було звичайним походженням для рабинь-наложниць і дружин мамлюкських аристократів Єгипту. Мамлюкські аристократи, які самі були білого походження (часто черкеси або вихідці з Грузії), вважали за краще одружуватися з жінками подібної етнічної приналежності, в той час як чорношкірих рабинь використовували як домашню прислугу. Білі рабині, куплені, щоб стати наложницями і дружинами мамлюків, часто були родом з Кавказу, черкески або грузинки, яких продали работорговцям їхні бідні батьки (через чорноморську работоргівлю), і вважається, що Нафіса аль-Байда мала таке ж походження.

### Алі Бей аль-Кабір
Нафіса аль-Байда була куплена в гарем лідера мамлюків Алі Бея аль-Кабіра в Каїрі. Її описують як улюблену наложницю Алі Бея, який врешті манумітував її та одружився з нею. Це було звичайним явищем для дружини мамлюка, який або одружувався з доньками своїх ровесників, або з власними наложницями-рабинями, що також було звичайним для елітних чоловіків у більшості ісламського світу. У 1768 році Алі Бей аль-Кабір тимчасово відібрав Єгипет у Османської імперії та став його правителем. У 1773 році Нафіса овдовіла.

### Мурад Бей
Будучи вдовою, Нафіса аль-Байда вдруге взяла шлюб з лідером мамлюків Мурадом Беєм. Серед єгипетської мамлюцької еліти було поширеним звичаєм встановлювати цінні союзи та зв'язки, одружуючись з вдовами або наложницями інших мамлюків. Шлюб між Мурадом Беєм і Нафісою аль-Байдою, вдовою Алі Бея, був прикладом такої шлюбної політики, як і шлюб Шавікар Кадін, наложниці Усмана Катхуди (пом. 1736), яку Абд ар-Рахман Джавіш видав в шлюб з Ібрагімом Катхудою (пом. 1754) після смерті Усмана Катхуди. Другий чоловік Нафіси аль-Байди, Мурад Бей, був османським губернатором Єгипту в 1784—1785 роках і фактичним правителем Єгипту між 1791 і 1798 роками.
У 1798 році Єгипет був захоплений Францією під проводом Наполеона Бонапарта. Після перемоги французів у Битві біля пірамід Мурад Бей утік, щоб організувати опір французам. Під час французької окупації Нафіса аль-Байда залишалася в Каїрі. Вона виступала посередницею між своїм відсутнім чоловіком і французькою купецькою громадою Каїра, а також дипломатичною посередницею між французькими окупаційними військами і Мурадом Беєм.
Коли 1801 року вона овдовіла після смерті Мурада Бея і використала своє становище дипломатичної посередниці у переговорах з французами, щоб гарантувати, що майно її померлого чоловіка не буде ними конфісковане. Вона запросила самого Наполеона Бонапарта до себе додому для переговорів, і той наклав велику данину.

### Ділова діяльність
За ісламським правом, Нафіса аль-Байда мала право розпоряджатися власними грошима, попри те, що була одруженою жінкою. Як і жінки мамлюкської аристократії Єгипту, вона зайнялася бізнесом у формі інвестицій — формою бізнесу, якою можна було керувати на відстані, не виходячи з гарему, — і стала успішною і багатою бізнес-інвесторкою.
Вона наслідувала приклад багатьох інших аристократичних мамлюцьких жінок і брала участь у благодійності. Її найвідомішим благодійним проєктом було заснування будівлі, що поєднувала водолікарню зі школою для сиріт, Сабіль-Куттуб Нафіси аль-Байди, яка була заснована 1796 року біля Баб-Зувайла в Каїрі.